# Maximiliano Agustín Alarcón
Maximiliano Agustín Alarcón Santón (La Roda, provincia de Albacete, 21 de diciembre de 1880 - Madrid, 1933) fue un arabista y hebraísta español.

## Biografía
Inició sus estudios en el Instituto de Albacete y se trasladó luego a Barcelona para cursar Filosofía y Letras. En 1904, y ya en Madrid, se convierte en pupilo de Miguel Asín Palacios y en 1908 se doctoró con la tesis titulada La Guerra de Tetuán según un historiador marroquí contemporáneo.
En 1910, pensionado por la Junta para Ampliación de Estudios (JAE), estudia durante tres meses en Larache
, experiencia con el árabe marroquí que desarrolló en su estudio Textos árabes en dialecto vulgar de Larache, publicado en 1913. Dos años antes había ganado la cátedra de árabe vulgar de la Escuela Superior de Comercio de Málaga, desde donde se trasladó a la Escuela Especial de Intendentes Mercantiles de Barcelona, centro del que fue bibliotecario a partir de 1916. Tras ganar la cátedra de árabe en la Universidad de Granada en 1920, se trasladó luego a la Salamanca como catedrático de lengua hebrea, donde permanecería hasta 1927 en que se mudó a la Ciudad Condal para ocupar cátedra de hebreo allí, y a partir de mayo de 1932 en la universidad Complutense de Madrid, como catedrático de esa misma materia.
La obra más importante de Alarcón fue su traducción al español del tratado político y filosófico del siglo xi, Lámpara de los príncipes («Syrat al-muluk»), singular obra de Abú Bakr de Tortosa.
Murió en Madrid a los 53 años de edad.

## Obras
Además de las mencionadas, se pueden añadir:
- Precedentes islámicos de la fonética moderna (1925), dentro del Homenaje a Menéndez Pidal.
- Edición crítica de la Takmila de Ibn al-Abbar (1915), con Ángel González Palencia.